# Julia Clarke

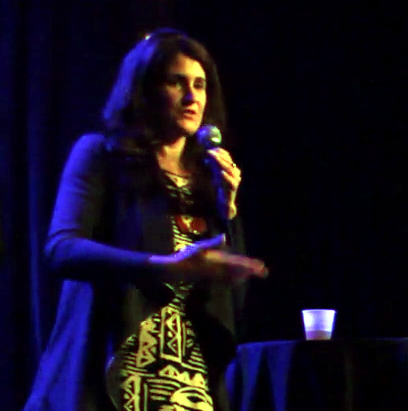
Julia Clarke

Julia Allison Clarke (ur. w San Francisco) – amerykańska ornitolożka i paleontolożka. Specjalizuje się w badaniu systematyki oraz filogenezy dinozaurów, w tym ptaków, ewolucji ptasiego lotu oraz pochodzenia współczesnych ptaków. 

## Życiorys
W 1995 uzyskała podwójny tytuł Bachelor of Arts z geobiologii i literatury porównawczej na Uniwersytecie Browna, w 1998 tytuł Master of Philosophy, a w 2002 doktorat na wydziale geologii i geofizyki Uniwersytetu Yale. Od 2004 pracuje na stanowisku adiunkta (assistant professor) na wydziale nauk o morzu, ziemi i atmosferze Uniwersytetu Stanu Karolina Północna, a także w działach paleontologii w North Carolina State Museum of Natural Sciences i Amerykańskim Muzeum Historii Naturalnej. Jest jednym z autorów pierwszego opisu niewielkiego dromeozaura Mahakala oraz olbrzymiego pingwina Icadyptes. W swoich pracach nazwy „Aves” używa do określania koronnej grupy ptaków.